# Palácio das Majadas de Pirque

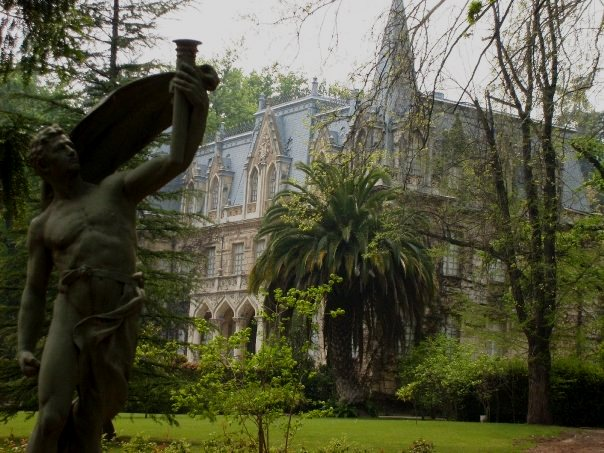
Palácio das Majadas de Pirque em 2009.

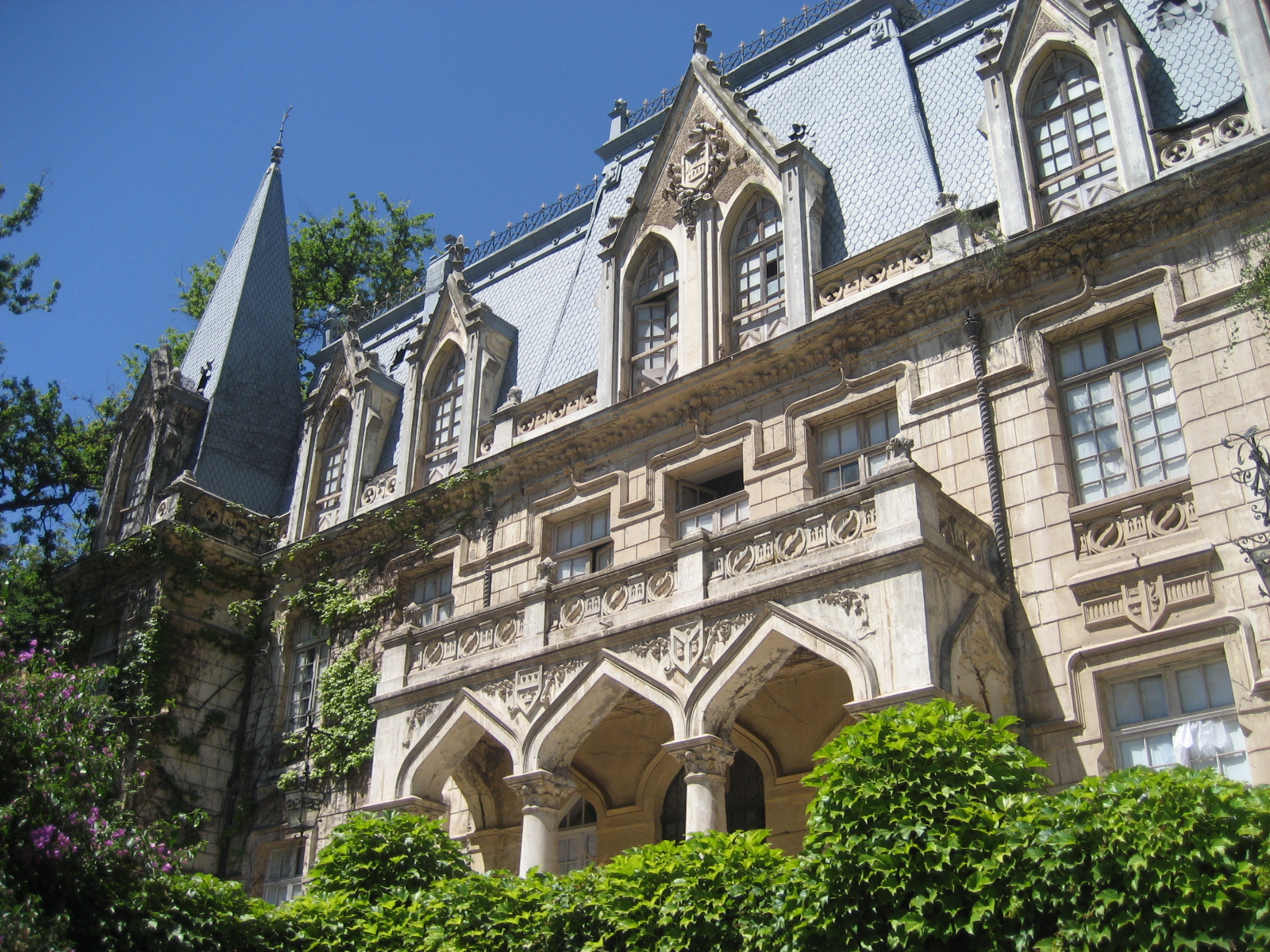
Palácio das Majadas de Pirque em 2009.

O Palácio de las Majadas é uma casa palaciana localizada na comuna de Pirque, no Chile, foi feita pelo arquiteto chileno Alberto Cruz Montt no ano de 1907. É uma obra de estilo franco-renascentista inspirada nos Castelos do Vale do Loire na França; tem 20 quartos, dez banheiros, uma sala de estar, uma sala de jantar e um oratório distribuídos em três níveis mais um subterrâneo, além de ser cercado por 7,5 hectares de parques, encarregado ao paisagista francês Guillermo Renner.

## História
No início do século XIX, Ramón Subercaseaux Mercado comprou o latifúndio do Pirque localizada a 75 quilômetros de Santiago. Após sua morte, as terras foram divididas entre seus filhos e sua esposa Magdalena Vicuña Aguirre. Entre os herdeiros estava Francisco Subercaseaux Vicuña, responsável pela terra conhecida como Las Majadas. Posteriormente, Francisco Subercaseaux Vicuña casou-se com Juana Browne Aliaga e construiu uma casa, uma capela e jardins no domínio que lhe pertencia por herança. Em 1907, os filhos de Francisco, que costumavam viajar constantemente, decidiram surpreender seu pai e mandaram construir o palácio das Majadas, obra que foi confiada ao arquiteto Alberto Cruz Montt.
Desde então, o Palácio das Majadas de Pirque começou a ser um centro de encontros sociais, especialmente para a família Subercaseaux. Após a morte de Francisco Subercaseaux, seus filhos decidiram vender o imóvel para José Julio Nieto em 1918. José Julio Nieto (júnior), seu filho, sua esposa Elvira Varas e o resto de sua família, começaram a usar a casa como local de verão e moradia. Após a morte de José Julio Nieto e Elvira Varas, seus descendentes mantiveram a propriedade até o final de 2006.

## Usos
Ao longo dos anos, seu uso se estendeu a outras atividades. Em 1946 o castelo foi palco da assunção do ex-presidente Gabriel González Videla e da visita do príncipe Bernardo da Holanda, além das boas-vindas ao vice-presidente dos Estados Unidos Henry A. Wallace, em 1943. Nas últimas décadas, a propriedade foi arrendada para eventos de negócios, reuniões, festivais de música e localização de obras audiovisuais, como a gravação de teleséries.